# Hugo Dellien

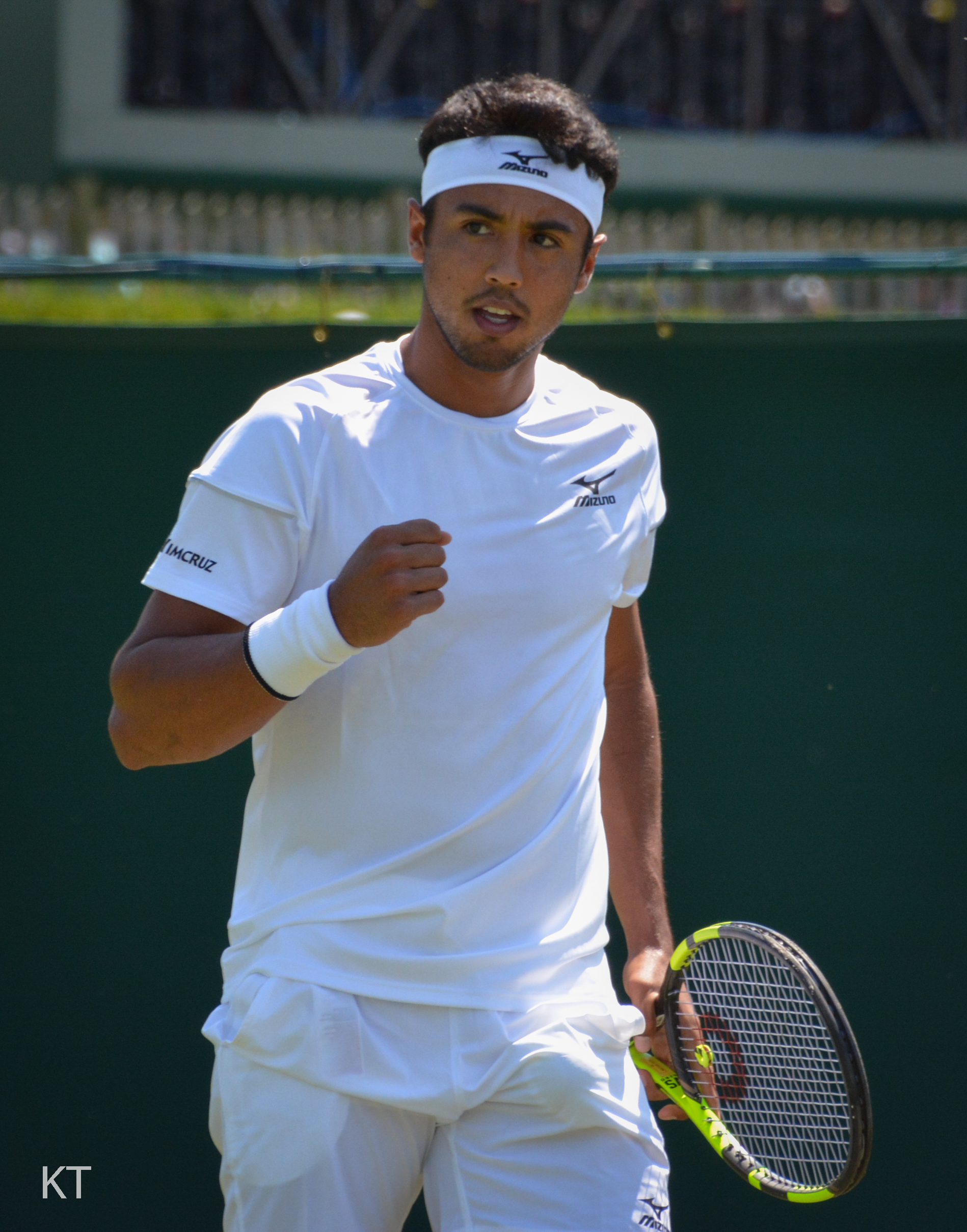
Hugo Dellien em Wimbledon, Junho de 2018.

Hugo Dellien (Trinidad, 16 de junho de 1993) é um tenista profissional da Bolivia.

## Títulos

### Simples
| Legenda                |
| ---------------------- |
| Grand Slam (0)         |
| ATP Masters Series (0) |
| ATP Tour (0)           |
| Challengers (3)        |
| ITF Futures (16)       |